# Jeremías Silveira
Jeremías Silveira Tolosa (Tarariras, 20 luglio 2003) è un calciatore uruguaiano, centrocampista del Plaza Colonia.

## Carriera
È cresciuto nel settore giovanile del Plaza Colonia ed ha debuttato in prima squadra il 25 luglio 2023 nell'incontro di Primera División pareggiato 0-0 contro il Cerro.

## Statistiche

### Presenze e reti nei club
Statistiche aggiornate all'8 marzo 2025.
| Stagione        | Squadra         | Campionato      | Campionato | Campionato | Coppe nazionali | Coppe nazionali | Coppe nazionali | Coppe continentali | Coppe continentali | Coppe continentali | Altre coppe | Altre coppe | Altre coppe | Totale | Totale | Totale |
| Stagione        | Squadra         | Comp            | Pres       | Reti       | Comp            | Pres            | Reti            | Comp               | Pres               | Reti               | Comp        | Pres        | Reti        | Pres   | Reti   |        |
| --------------- | --------------- | --------------- | ---------- | ---------- | --------------- | --------------- | --------------- | ------------------ | ------------------ | ------------------ | ----------- | ----------- | ----------- | ------ | ------ | ------ |
| 2023            | Plaza Colonia   | PD              | 10         | 0          | CU              | 0               | 0               | -                  | -                  | -                  | -           | -           | -           | 10     | 0      |        |
| 2024            | Plaza Colonia   | SD              | 2          | 0          | CU              | 3               | 0               | -                  | -                  | -                  | -           | -           | -           | 5      | 0      |        |
| 2025            | Plaza Colonia   | PD              | 2          | 0          | CU              | 0               | 0               | -                  | -                  | -                  | -           | -           | -           | 2      | 0      |        |
| Totale carriera | Totale carriera | Totale carriera | 14         | 0          |                 | 3               | 0               |                    | -                  | -                  |             | -           | -           | 17     | 0      |        |

## Palmarès

### Club

#### Competizioni nazionali
- Segunda División Profesional de Uruguay: 1

Plaza Colonia: 2024